# خليفة لو (ديكلة)
خلیفة لو (بالفارسية: خلیفه لو) هي قرية تقع في إيران في أذربيجان الشرقية. يقدر عدد سكانها بـ 77 نسمة بحسب إحصاء 2016.